# Robert de Boron
Robert de Boron (anche Bouron e Beron), italianizzato in Roberto de (o di) Boron (fine XII secolo – inizio XIII secolo) è stato un poeta francese, originario del villaggio francese di Boron, nell'odierno arrondissement di Montbéliard.

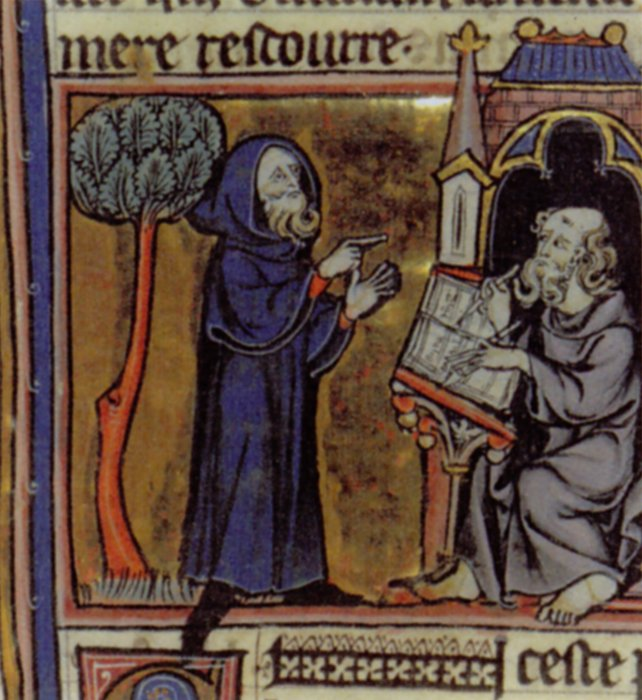
Merlin di Robert de Boron, illustrazione di un manoscritto

Di lui restano due poemi in ottosillabi: Giuseppe d'Arimatea e Merlino (di quest'ultimo restano frammenti e successive versioni in prosa). Si pensa che facessero parte di una trilogia o di una tetralogia di poemi che comprendeva anche un Perceval e, forse, una Morte di Artù.
Robert de Boron fu il primo autore a dare un'esplicita dimensione cristiana al Sacro Graal. Secondo la sua versione, Giuseppe d'Arimatea utilizzò il Graal per raccogliere il sangue di Cristo. La sua famiglia portò poi il Graal ad Avalon, identificata con Glastonbury, dove lo custodirono fino all'ascesa di Artù e all'arrivo di Perceval.
Notizie sulla sua vita si deducono da brevi menzioni presenti nelle sue opere: lui si definisce chierico e cavaliere e dice di essere al servizio di Gautier di "Mont Belyal", identificato dal filologo francese Pierre Le Gentil (1906 - 1989) con un Gautier de Montbéliard (signore di Montfaucon), che nel 1202 prese parte alla Quarta crociata e che morì in Palestina nel 1212. Le Gentil sostiene anche che la menzione di Avalon nell'opera di Boron dimostra che egli la scrisse dopo il 1191, anno in cui monaci sostennero di avere trovato a Glastonbury le tombe di Artù e Ginevra. Non si sa niente sulla sua famiglia, sebbene il secondo autore del Tristano in prosa sostiene di essere nipote di Boron, anche se ciò sembra più che altro essere solo un modo per darsi una patente di credibilità.
Con il nome di Borone compare come personaggio nel romanzo Baudolino di Umberto Eco, entrando in contrasto con Kyot (Guiot de Provins) circa la natura del Graal.